# Sailplane Corporation of America
La Sailplane Corporation of America fue un fabricante estadounidense de planeadores fundado por Gus Briegleb en un antiguo aeródromo del Ejército de los Estados Unidos en El Mirage Dry Lake en California para comercializar kits y planos de sus propios diseños.
El mayor éxito de la empresa fue el Briegleb BG 12, un planeador hecho íntegramente de madera y lona, pero anteriormente también pudo vender otros diseños de planeadores para uso militar.

## Aeronave
- Briegleb BG-6
- Briegleb BG-7
- Briegleb BG-8
- Briegleb BG 12